# Leo Meurin
Johann Gabriel Leo Louis Meurin SJ (* 23. Januar 1825 in Berlin; † 1. Juni 1895 in Port Louis, Mauritius), genannt Leo bzw. Léon Meurin, war ein deutscher katholischer Theologe und Missionar aus dem Jesuitenorden. Er war Bischof von Port-Louis (Mauritius).

## Leben und Werk
Leo Meurin studierte Philosophie und Theologie in Bonn, Münster und Tübingen. 1844 gehörte er zu den Gründern der Studentenverbindung KDStV Bavaria Bonn, der ältesten katholisch-farbentragenden Korporation Deutschlands. Erzbischof Johannes von Geissel weihte ihn am 3. September 1848 in Köln zum Priester – zusammen mit dem späteren Altkatholiken Joseph Hubert Reinkens. Am 13. Oktober ernannte er den jungen Geistlichen zum Domvikar und zu seinem Geheimsekretär.
1853 trat Leo Meurin in Münster der Gesellschaft Jesu bei. 1858 wurde er auf eigenen Wunsch in die indische Mission versetzt. Der junge Priester erkannte früh die Bedeutung einheimischer Sprachen für das Missionswerk. Er lernte und lehrte später Marathi und verfasste ein Lehrbuch für künftige Jesuitenmissionare. Am 4. Juni 1867 ernannte Papst Pius IX. den Deutschen zum Apostolischen Vikar von Bombay und Titularbischof von Ascalon, geweiht wurde er am 2. Februar 1868.
Leo Meurins vorrangiges Ziel war es, durch Bildung die Einheimischen zu gesellschaftlicher Anerkennung zu führen. Er gründete zahlreiche Pfarreien und Missionsstationen, Schulen, Zeitungen und Zeitschriften sowie Gemeinschaften nach europäischem Vorbild. Der St.-Xavier’s-Schule schloss er 1869 ein heute noch bestehendes Universitäts-College an. Arme unterstützte er ebenso wie er sich für Kranke und Behinderte einsetzte. Das 1885 gegründete „Bombay Institute for Deaf and Mutes“ ist die älteste Behinderteneinrichtung Asiens.
Als apostolischer Vikar von Bombay war Leo Meurin Konzilsvater (Erstes Vatikanisches Konzil). Der überzeugte Befürworter der päpstlichen Unfehlbarkeit nahm aktiv an Debatten teil. Beraten wurde er von seinem Mitbruder und ehemaligen Lehrer Wilhelm Wilmers S.J.

Leo Meurin veröffentlichte mehrere Bücher. Sein Werk „La Franc-Maçonnerie. Synagogue de Satan“, erschienen 1893 in Paris, verwendete auch der Hochstapler Leo Taxil (Taxil-Schwindel). Bei seinen Angriffen auf die Freimaurer brachte Meurin auch die Juden ins Spiel: 
„Alles in der Freimaurerei ist von Grund auf jüdisch, ausschließlich jüdisch, leidenschaftlich jüdisch, von Anfang bis Ende.“
Ein längerer Konflikt mit dem Orden führte letztlich zur Absetzung Leo Meurins als Apostolischer Vikar von Bombay. Anlass war 1886 das zwischen dem Vatikan und Portugal abgeschlossene Konkordat über das portugiesische Patronat in Teilen Indiens (Padroado-Problem). Der Bischof wandte sich ausdrücklich dagegen und schien deshalb auf seinem Posten nicht mehr tragbar.
1886 wurde Leo Meurin zum Rücktritt veranlasst, jedoch bereits am 15. September 1887 zum Titularerzbischof von Nisibis und am 27. September zum Bischof von Bistum Port-Louis auf Mauritius ernannt. Hier konnte er noch in gewohnter Weise bis zu seinem Tode am 1. Juni 1895 seelsorglich und publizistisch tätig sein. Seine letzte Ruhestätte fand der Missionar in der Kathedrale von Port-Louis.

## Publikationen
- God and Brahm. A lecture, Bombay 1865
- The use of holy images. Summary of the proceedings of the Bombay Catholic debating club. Relating to the late discussion on the above subject, Bombay 1866
- Monumenta quaedam causam Honorii papae spectantia, Rom 1870
- On the idea of the infinite. By the Rt. Rev. Dr. L. Meurin, S.J. R.C. Bishop of Bombay, Bombay 1876
- Purity of the Roman Catholic Faith, Bombay 1879
- Zoroaster and Christ. Correspondence between a catholic layman and the Right Reverend Leo Meurin, S.J., roman catholic bishop of Bombay, Bombay 1882
- The Padroado Question, Bombay 1885
- The Concordat Question, Bombay 1885
- La lutte de l’enfer contre le ciel, Port-Louis 1890
- Select Writings with a Biographical Sketch of his Life by P. A. Colaço, Bombay 1891
- Ethics, Port-Louis 1891
- La franc-maçonnerie, synagogue de Satan, Paris, 1893 (Digitalisat).

(spanisch)
- Filosofía de la masonería, Digitalisat
- Simbolismo de la masoneria, Digitalisat